# Uzina Mecanică Sadu
Uzina Mecanică Sadu este o fabrică de armament din România.
Societatea produce muniție de infanterie, calibru Est și NATO, arme de infanterie și elemente pirotehnice.
Din anul 2002, uzina este înregistrată ca filială a Companiei Naționale Romarm, societate cu capital integral de stat.
După Revoluția din 1989, au avut loc disponibilizări masive, iar reorganizarea societății a dus la separarea Parcului Industrial.
Uzina Mecanică a rămas doar cu producția de muniție.
Fabrica este situată la Bumbești-Jiu din județul Gorj, în imediata apropiere a drumului european E79 Târgu Jiu - Petroșani.
Din februarie 2009, administratorul special al fabricii este Marcel Hoară, consilierul ministrului Economiei de atunci, Adriean Videanu.
De-a lungul timpului compania a acumulat datorii istorice, având în anul 2010 o datorie totală de 100 milioane lei
Număr de angajați:
- 2009: 952[6]
- 2010: 1.000[1][5]

## Istoric
Creată în anul 1939, prin înaltul Decret regal nr. 3010/1939 care stipula înființarea „Pirotehniei Armatei” Sadu, prin transferul pe locația actuală a Pirotehniei Armatei din București a funcționat, încă de la început, ca fabrică de muniție de infanterie, producând calibrele care se utilizau în acel moment.
După o scurtă perioadă de stagnare care a urmat celui de-al doilea război mondial, s-a reluat producția de muniție pentru calibre mici, de asta data cu modele rusești.
Începând cu anul 1963 începe fabricația frigiderelor cu absorbție tip „Fram 110 L” și „Fram 70 L”.
În anii 1960 - 1965 rolul hotărâtor în dezvoltarea uzinei l-a avut produsul „frigider”, care reprezenta 56,7% din producția uzinei.
În anul 1960 începe execuția de rame cu jaluzele pentru locomotive Diesel electrice și locomotive Diesel hidraulice.
În perioada 1966 - 1970 producția își continuă dezvoltarea, cumpărându-se licența de la Thomson-Houston pentru fabricarea termostatelor T4H, T5H și s-a început modernizarea produsului frigider prin formă și capacități.
Din anul 1971 se produc termostate.

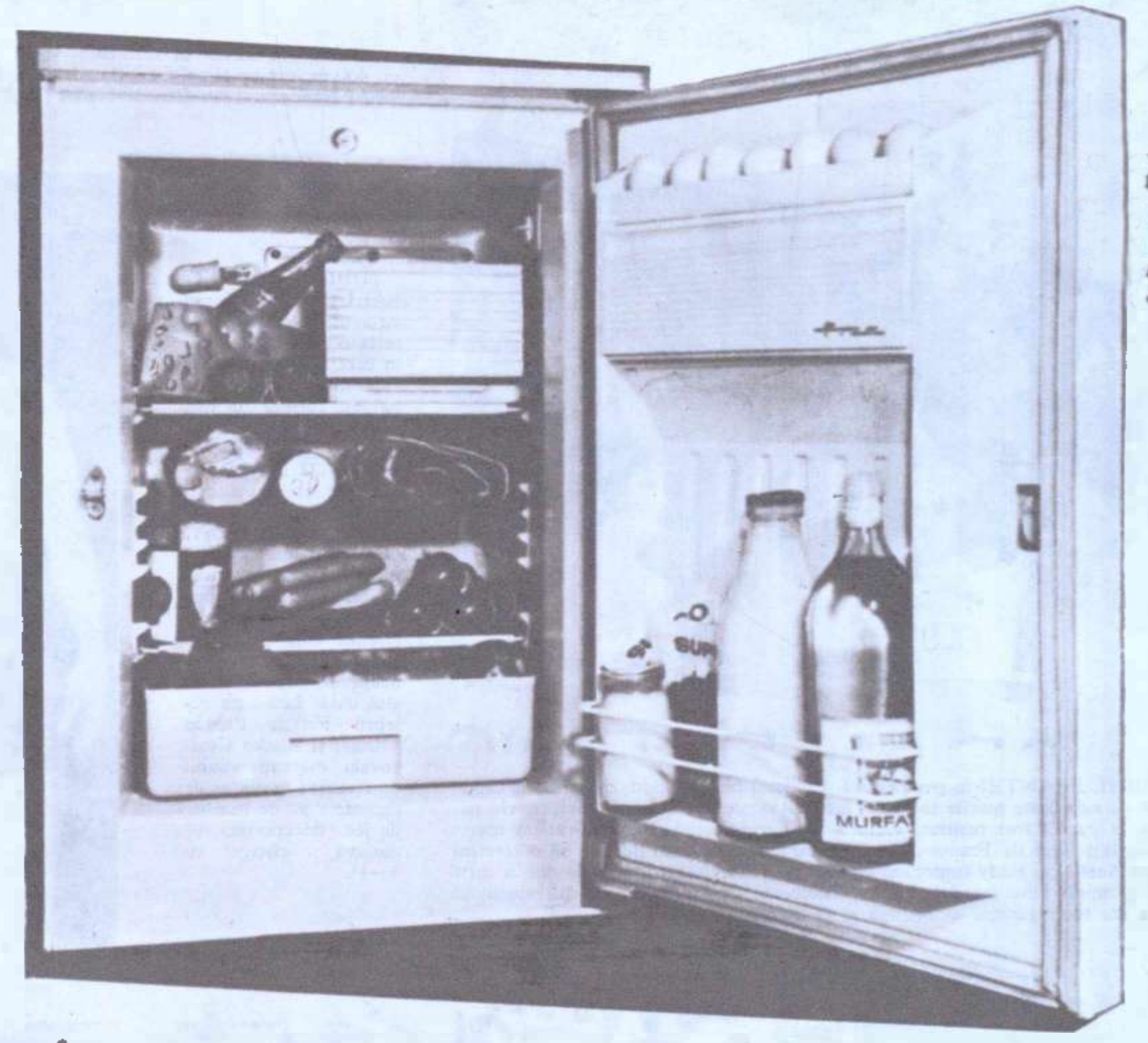
Frigiderul FRAM 70

În anul 1970 s-a construit, la circa 7 km de sediul de bază, platforma Sadu II, destinată producerii de armament de infanterie, în special pistoale mitralieră Kalashnikov, amorse și dispozitive de inițiere pentru diversele tipuri de muniție fabricate în România și capse detonante miniere.
În anul 1974 Fabrica Sadu II intră parțial în funcțiune, iar din 1979 începe să producă la capacitate, fiind adoptate tehnologii noi, moderne pentru fabricarea substanțelor pirotehnice, cât și subansamblele de mașini-unelte.
La finele anului 1979 și începutul anului 1980, din rațiuni energetice se sistează fabricarea frigiderului cu absorbție tip „Fram” de 70 l și 112 l, spațiile rămase libere fiind utilizate la fabricare de produse noi cum sunt: cabina de tractor, panourile solare, piesele de schimb pentru mecanica fină.
În anul 1981 începe fabricația frigiderelor cu compresor.
La U. M. Sadu, s-au creat premisele fabricării frigiderului cu compresor la Găești, loc unde s-a constituit o întreprindere de frigidere care în prezent se numește Arctic.
Cadrele de bază ale secției Frigider s-au mutat la Găești, punând bazele noii întreprinderi de frigidere, cu parametrii superiori frigiderului cu absorbție.
Începând cu anul 1987 intră în fabricație pe spațiul vechi secții de frigidere cu absorbție, frigiderul cu compresor de 140 litri și 180 litri.
În anul 2002 s-a restrâns spațiul de producție din proprietatea UM Sadu, prin înființarea, pe platforma Sadu II, a Parcului Industrial Sadu sub autoritatea Consiliului Județean Gorj.